# Постконструктивізм

«Будинок-літак» архітектора Йосипа Каракіса на фотографії 1942 року

Постконструктиві́зм — назва для стилю радянської архітектури 30-х років XX століття, коли під впливом політичних й ідеологічних чинників відбувався перехід від конструктивізму до сталінського ампіру. У цю ж добу багато будівель, що були спершу споруджені у стилістиці конструктивізму, перепроектовані у новому декоративному вирішенні.
Деякі дослідники розглядають його не як постконструктивізм, а як радянський різновид стилю ар деко.

## Передумови
28 лютого 1932 року було видано постанову «Про організацію роботи з остаточного складання проєкту Палацу Рад», в якому наголошувалося, що «пошуки мають бути спрямовані до використання як нових, так і найкращих засобів класичної архітектури». Це послужило сигналом для зміни напрямку творчих пошуків багатьох архітекторів у бік освоєння класичної спадщини.
На думку історика сталінської архітектури Д. Хмельницького, «між лютим і червнем 1932 року в СРСР відбулася тотальна архітектурна реформа. Оголошення результатів конкурсу на Палац Рад 28 лютого 1932 року позначило кінець сучасної архітектури в СРСР. До червня незворотність змін в офіційній радянській архітектурній естетиці стала очевидна для всіх. Конструктивізм був фактично заборонений до використання на території країни... Менш ніж за рік, після проведення художньої реформи, колонами, карнизами і барельєфами стали обростати не тільки нові проектовані сталінські будівлі, але й уже збудовані, конструктивістські».
Також, очевидним є вплив на становлення стилю постконструктивізму європейських зразків адміністративної (муніципальної) архітектури, що поєднав у цілому утилітарно-спрощені форми з деякими елементами ар-деко.
За визначенням дослідника С. Хан-Магомедова, перехідний архітектурний стиль тривав упродовж 1932-1936 років, а подекуди до 1941 року. 

## Особливості
Панівна у період конструктивізму тенденція в творчості архітекторів — прагнення до помірного збагачення зовнішнього вигляду будівель, подолання аскетизму архітектури авангарду. В постконструктивістських будівлях зберігають деякі елементи конструктивістського стилю: прямокутні парапети на дахах, вертикальні скляні сходові клітки.

## Вплив на інші стилі
Постконструктивізм, поряд із неокласицизмом та ар-деко, став одним із джерел сталінської архітектури. Його вплив на пластичне рішення об'ємів будівель прослідковується у низці будівель аж до 1950-х років.

## Галерея

### Київ

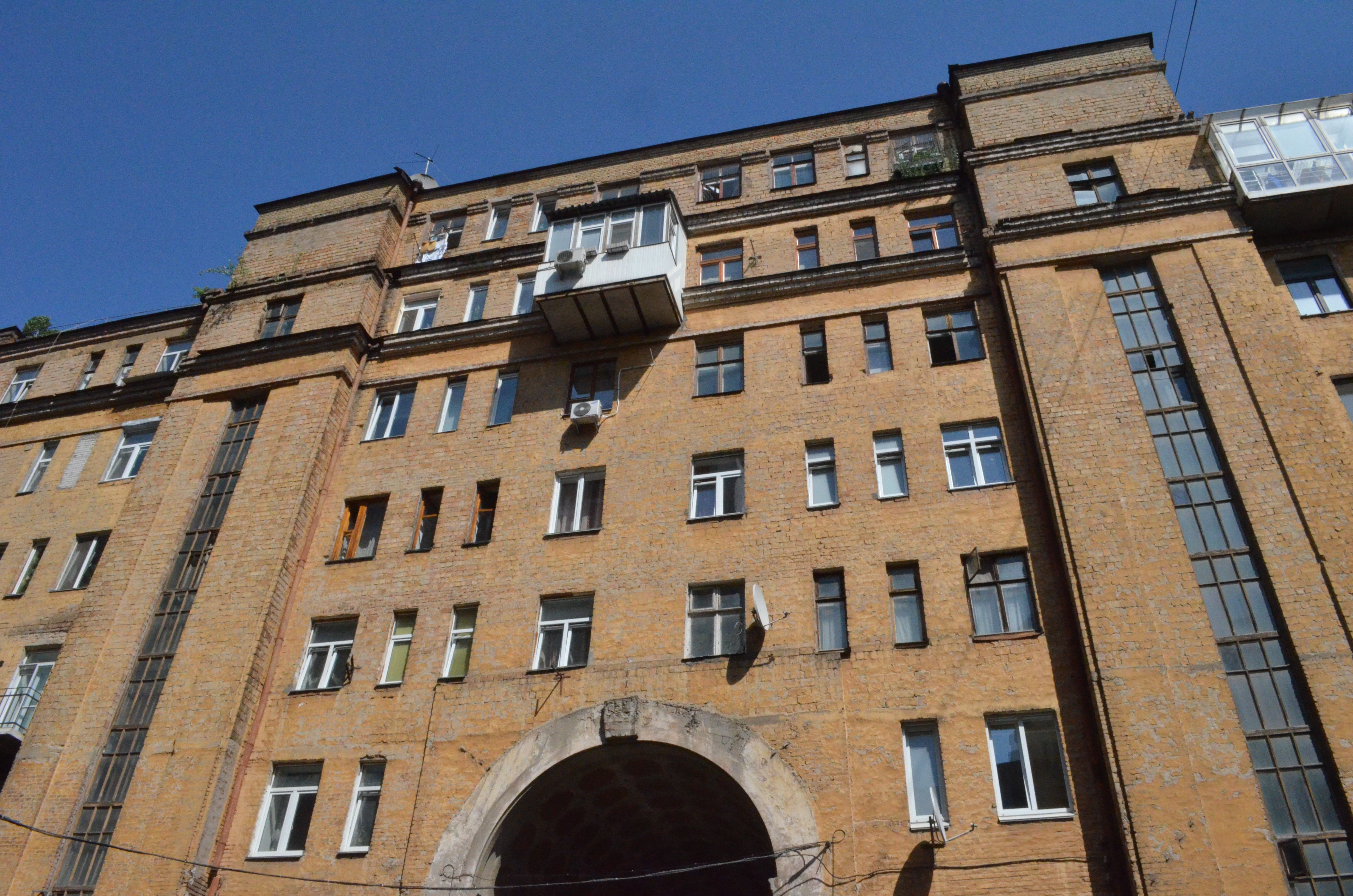
Будинок на вулиці Пирогова 2

### Росія

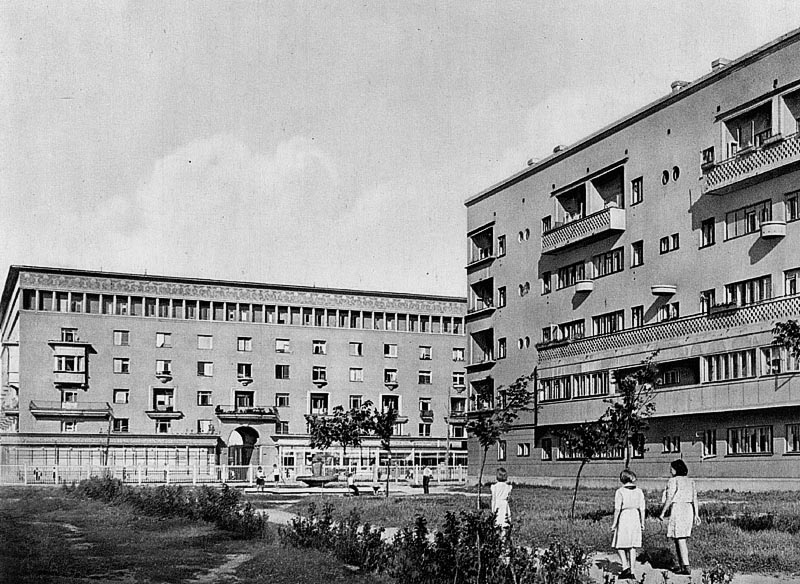
Москва. Шосе Ентузіастів (1935–1936), арх. Гур'єв-Гуревич, Зальцман
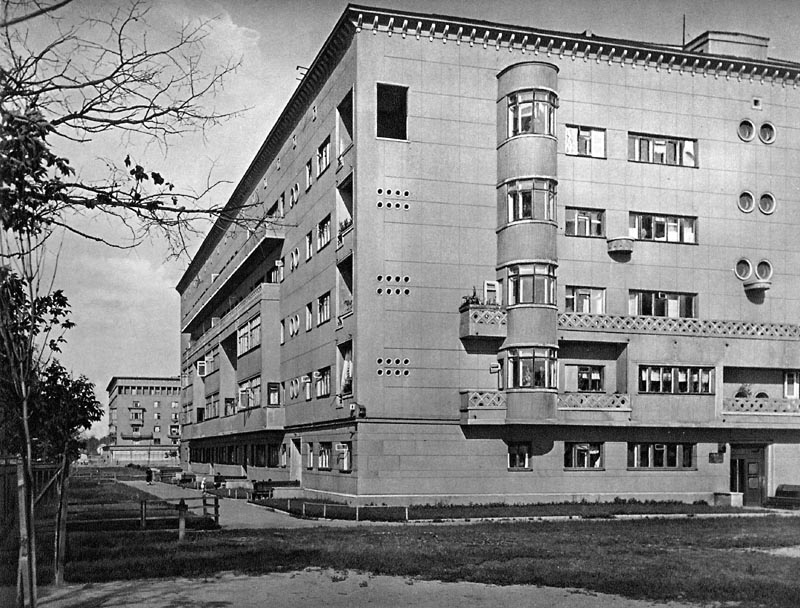
Москва. Шосе Ентузіастів (1935–1936), арх. Гурьев-Гуревич, Зальцман
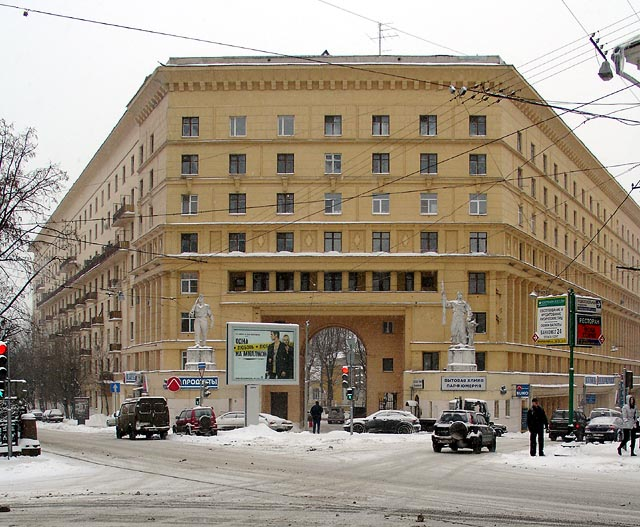
Москва. Яузский пер., 2 (1936-1941), арх. І. А. Голосов
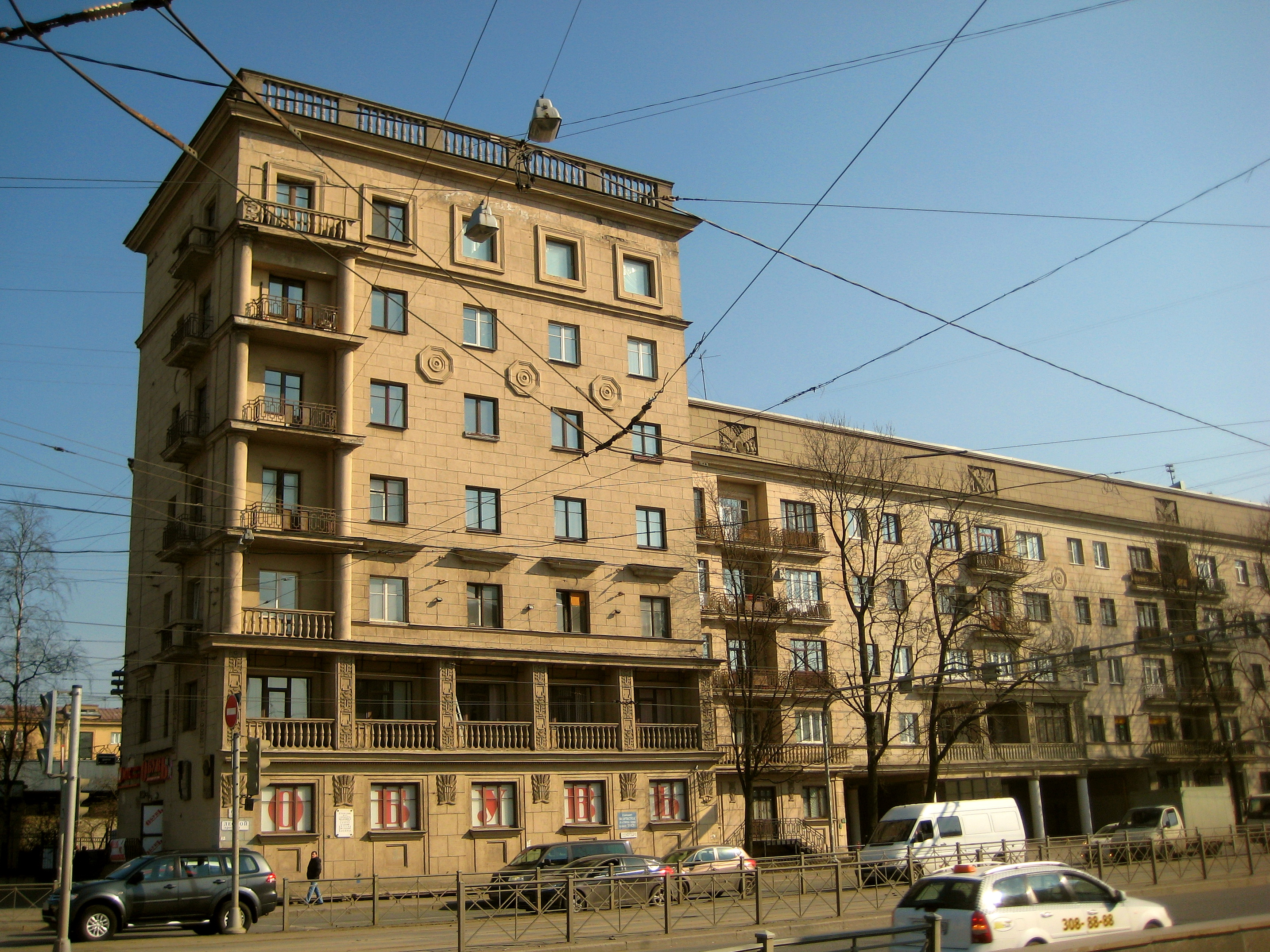
Ленінград. Будинок спеціалістів (1934–1937), арх. Г. А. Симонов та ніші
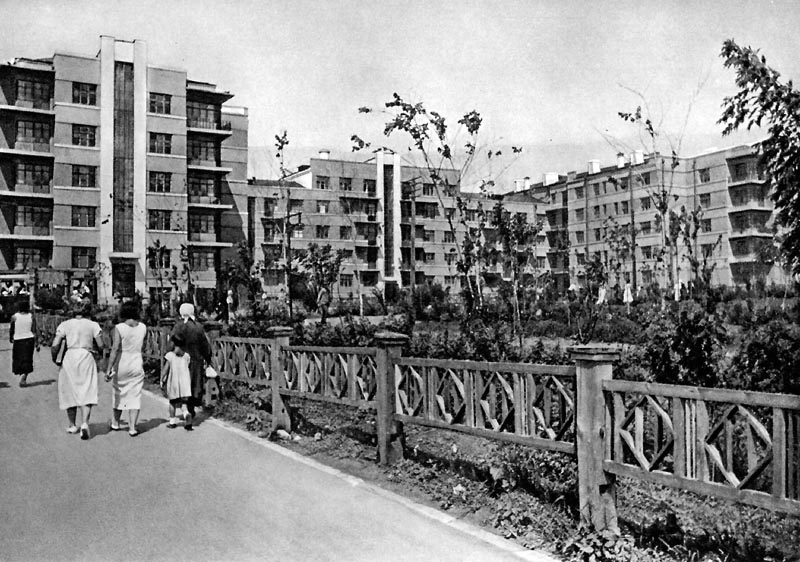
Куйбишев. Житловий будинок (1936), арх. Матвєєв, Босін
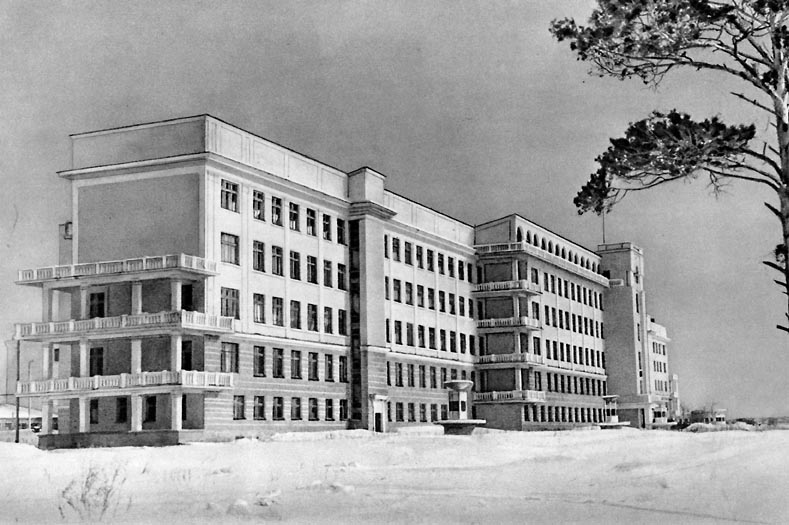
Свердловськ. Шпиталь, арх. Югов
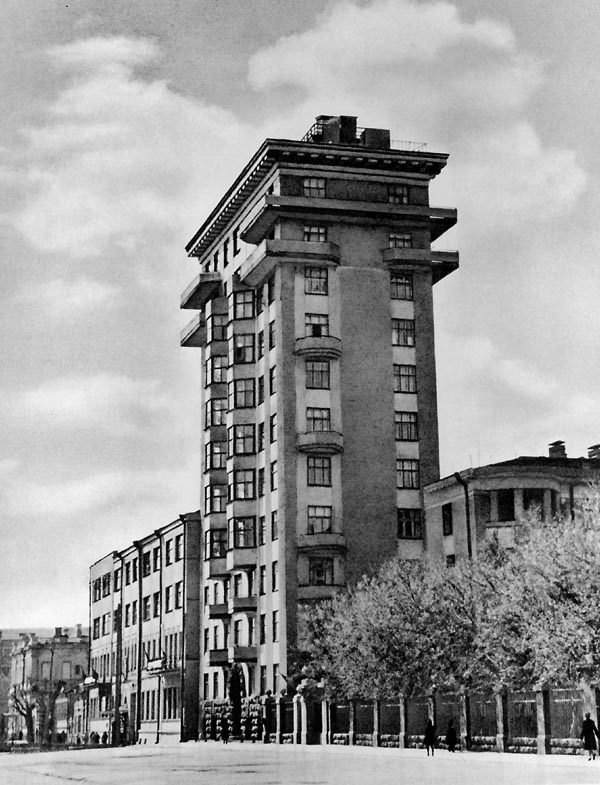
Свердловськ. Будинок-вежа (1932)
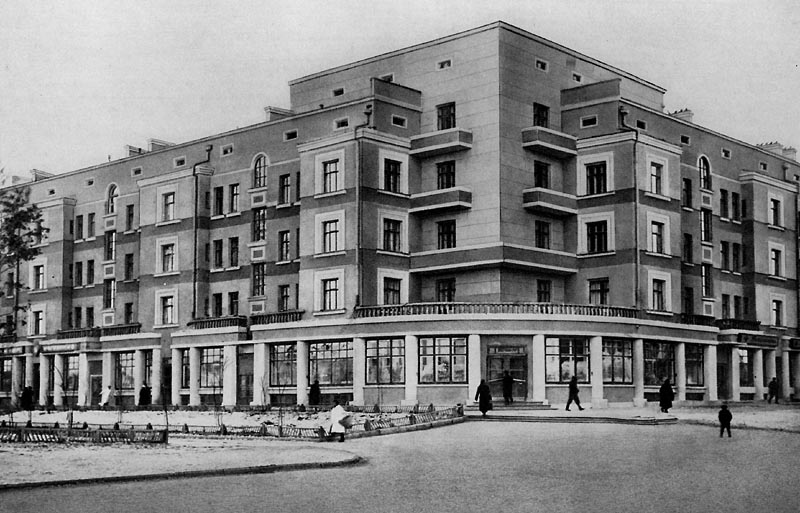
Свердловськ. Будинок (1932), арх. Оранський